# Xã Nadeau, Michigan
Xã Nadeau (tiếng Anh: Nadeau Township) là một xã thuộc quận Menominee, tiểu bang Michigan, Hoa Kỳ. Năm 2010, dân số của xã này là 1.161 người.